# Michael Uhrmann
Michael Uhrmann (Wegscheid, 16 settembre 1978) è un ex saltatore con gli sci tedesco.

## Biografia
Poliziotto, in Coppa del Mondo esordì il 30 dicembre 1994 a Oberstdorf (39°), ottenne il primo podio il 15 marzo 1996 nella gara a squadre di Oslo (3°) e la prima vittoria il 18 marzo 2000 nella gara a squadre di Planica.
In carriera prese parte a tre edizioni dei Giochi olimpici invernali, Salt Lake City 2002 (8° nel trampolino normale, 16° nel trampolino lungo, 1° nella gara a squadre), Torino 2006 (4° nel trampolino normale, 16° nel trampolino lungo, 4° nella gara a squadre) e Vancouver 2010 (5° nel trampolino normale, 25° nel trampolino lungo, 2° nella gara a squadre), a cinque dei Campionati mondiali, vincendo tre medaglie, e a sei dei Mondiali di volo, vincendo una medaglia.
Si ritirò nel 2011, dopo la partecipazione ai Mondiali di Oslo dove vinse il bronzo nella gara a squadre dal trampolino normale.

## Palmarès

### Olimpiadi
- 2 medaglie:
  - 1 oro (gara a squadre a Salt Lake City 2002)
  - 1 argento (gara a squadre a Vancouver 2010)

### Mondiali
- 4 medaglie:
  - 1 oro (gara a squadre dal trampolino lungo Lahti 2001)
  - 1 argento (gara a squadre dal trampolino normale Obertsdorf 2005)
  - 2 bronzi (gara a squadre dal trampolino normale Lahti 2001; gara a squadre dal trampolino normale Oslo 2011)

### Mondiali di volo
- 1 medaglia:
  - 1 bronzo (gara a squadre a Tauplitz 2006)

### Mondiali juniores
- 3 medaglie:
  - 3 ori (gara a squadre a Gällivare 1995; trampolino normale, gara a squadre ad Asiago 1996)

### Coppa del Mondo
- Miglior piazzamento in classifica generale: 8º nel 2006
- 31 podi (14 individuali, 17 a squadre):
  - 5 vittorie (2 individuali, 3 a squadre)
  - 9 secondi posti (5 individuali, 4 a squadre)
  - 17 terzi posti (7 individuali, 10 a squadre)

#### Coppa del Mondo - vittorie
| Data            | Località   | Nazione  | Trampolino                                                              |
| --------------- | ---------- | -------- | ----------------------------------------------------------------------- |
| 18 marzo 2000   | Planica    | Slovenia | Letalnica K185 (con Sven Hannawald, Martin Schmitt e Hansjörg Jäkle)    |
| 17 gennaio 2004 | Zakopane   | Polonia  | Wielka Krokiew K120                                                     |
| 8 gennaio 2005  | Willingen  | Germania | Mühlenkopf HS145 (con Georg Späth, Alexander Herr e Maximilian Mechler) |
| 28 gennaio 2007 | Oberstdorf | Germania | Schattenberg HS137                                                      |
| 7 febbraio 2010 | Willingen  | Germania | Mühlenkopf HS145 (con Michael Neumayer, Pascal Bodmer e Martin Schmitt) |

#### Nordic Tournament
- 2 podi di tappa[2]:
  - 2 terzi posti

### Campionati tedeschi
- 3 ori[1]